# La Tribu (série télévisée, 1999)
Pour les articles homonymes, voir Tribu.
 (mai 2025).
La Tribu (The Tribe) est une série télévisée anglo-néo-zélandaise en 260 épisodes de 25 minutes, créée par Harry Duffin et Raymond Thompson et diffusée entre le 24 avril 1999 et le 6 septembre 2003.
En France, elle a été partiellement diffusée sur TMC. En Suisse, les deux premières saisons ont été diffusées sur TSR2.

## Synopsis
Un virus décime tous les adultes de la Terre et les enfants et les adolescents se retrouvent livrés à eux-mêmes, sans règles, forcés d'inventer leurs propres lois et de s'adapter à la situation, de gérer les questions de pouvoir et d'accepter des alliances. Le spectateur suit le destin de la tribu des « Rats » composée, entre autres, de Ambre (Beth Allen), Bray (Dwayne Cameron) et Ebonie (Meryl Cassie). Au fil des épisodes, les personnages découvrent les joies et peines qui font la vie, amour et haine, amitié et trahison. Les « Rats » doivent cohabiter avec les autres tribus parmi lesquelles on trouve les « Locos », leurs rivaux.

## Fiche technique
- Titre original : The Tribe
- Titre français : La Tribu
- Création : Harry Duffin, Raymond Thompson
- Pays : Royaume-Uni, Nouvelle-Zélande
- Langue : anglais
- Nombre d'épisodes : 260 (5 saisons)
- Dates de première diffusion :  Royaume-Uni : 24 avril 1999 ;  France : ?

## Distribution
- Beth Allen : Ambre
- Dwayne Cameron (VF : Fabrice Trojani) : Bray
- Caleb Ross (VF : Paolo Domingo) : Lex
- Michelle Ang : Tai-San
- Antonia Prebble : Trudy
- Victoria Spence (VF : Annabelle Roux) : Salene
- Ryan Runciman (VF : Pascal Grull) : Ryan
- Any Morrison (VF : Marie-Eugénie Maréchal) : Zandra
- Meryl Cassie (VF : Odile Schmitt) : Ebony
- Michael Wesley Smith (VF : Hervé Grull) : Jack
- Daniel James : Zoot
- Jaimie Kaire-Gataulu : Cloe
- Sarah Major : Pasty
- Ashwath Sundarasen (VF : Natacha Gerritsen) : Dal
- Ari Boyland : KC
- Ella Wilks : Danni

## Commentaires
Lancée en 1999 au Royaume-Uni sur la chaîne Channel 5, La Tribu est une série de science-fiction destinée aux jeunes mais abordant pourtant des sujets universels. L'enfance, généralement associée à l'innocence, est ici confrontée à des questions brutales : grossesse, guerre, besoin de domination.